# Софский, Вольфганг
Вольфганг Софский (нем. Wolfgang Sofsky; 1952, Кайзерслаутерн) — немецкий социолог, историк, журналист.

## Биография
Изучал социологию, философию, социальные науки. Преподавал социологию в университетах Гёттингена и Эрфурта. С 2001 независимый исследователь, политический комментатор. Сотрудничает с газетами Нойе Цюрхер цайтунг, Франкфуртер Альгемайне цайтунг, Вельт.
На материале книги О. Когона очертил перспективы исследований концлагеря как социальной системы.

## Труды
- Revolution und Utopie. Bemerkungen zur Emanzipationstheorie im fortgeschrittenen Kapitalismus (1971)
- Die Ordnung sozialer Situationen: theoretische Studien über die Methoden und Strukturen sozialer Erfahrung und Interaktion (1982)
- Die Ordnung des Terrors: Das Konzentrationslager (1993)
- Analyse des Schreckens: Eugen Kogons «Der SS-Staat» und die Perspektiven der KZ-Forschung (1995)
- Traktat über die Gewalt (1996)
- Zeiten des Schreckens — Amok Terror Krieg (2002)
- Operation Freiheit — Der Krieg im Irak (2003)
- Violence: terrorism, genocide, war (2004)
- Das Prinzip Sicherheit (2005)
- Verteidigung des Privaten. Eine Streitschrift (2007)

## Признание
За книгу Организация террора: концлагерь получил премию Ганса и Софи Шолль (1993). Она несколько раз переиздавалась, переведена на английский, французский, испанский, итальянский, чешский языки.